# Redmon, Illinois
Redmon là một làng thuộc quận Edgar, tiểu bang Illinois, Hoa Kỳ. Năm 2010, dân số của làng này là 173 người.

## Dân số
Dân số qua các năm:
- Năm 2000: 199 người.
- Năm 2010: 173 người.